# Haylie Johnson
Haylie "Nichelle" Johnson (Thousand Oaks (Californië), 29 januari 1980) was een Amerikaanse jeugdactrice en is een filmregisseuse.

## Biografie
Johnsen verhuisde op driejarige leeftijd met haar familie naar Michigan en zij startte daar met modellen werk voor een lokaal kinderkledingbedrijf Loretta Lorion. Later verscheen zij ook in tv-commercials. Johnson ging in Michigan naar de kleuterschool en de eerste klas van de basisschool en toen verhuisde haar familie weer terug naar Californië en daar begon haar acteercarrière voor televisie. Haar wens is om in de toekomst een carrière te beginnen in de muziek en ze wil graag een filmproducente, filmregisseuse en scenarioschrijfster worden. In 1998 heeft ze een documentaire geregisseerd over kinderen in de showbusiness. Johnson is in 2001 getrouwd.
Johnson is begonnen met acteren met de televisieserie Kids Incorporated. Hierna heeft ze nog enkele rollen gespeeld in televisieseries en films zoals Dr. Quinn, Medicine Woman (1993-1997).

## Prijzen
- 1993 Young Artist Awards in de categorie Uitstekende Jeugdige Cast in een Jeugdserie met de televisieserie Kids Incorporated – genomineerd.
- 1994 Young Artist Awards in de categorie Uitstekende Jeugdige Cast in een Televisieserie met de televisieserie Kids Incorporated – gewonnen.
- 1995 Young Artist Awards in de categorie Uitstekende Jeugdige Cast in een Televisieserie met de televisieserie Kids Incorporated – genomineerd.
- 1995 Young Artist Awards in de categorie Beste Optreden door een Jeugdactrice in een Dramaserie met de televisieserie Dr. Quinn, Medicine Woman – genomineerd.

## Filmografie

### Films
- 2001 Social Misfits – als Debra
- 1997 Fathers' Day – als Nikki Trainor

### Televisieseries
Uitgezonderd eenmalige gastrollen.
- 1993 – 1997 Dr. Quinn, Medicine Woman – als Becky Bonner – 19 afl.
- 1993 Beverly Hills, 90210 – als nicht Lindsey – 2 afl.

- Library of Congress Control Number: no2017129921
- Virtual International Authority File: 1416150808947019000002
- WorldCat: E39PBJqQwMCTvJxFWqHgbFjpyd